# Семашка, Дарюс
Дарюс Йонас Семашка (лит. Darius Jonas Semaška; род. 8 июня 1967, Каунас, Литовская ССР, СССР) — литовский государственный служащий и дипломат.

## Биография
Родился 6 июня 1967 года в Каунасе. В 1985 году окончил Каунасскую среднюю школу имени Йонаса Яблонскиса. В 1992 году окончил Вильнюсский университет по специальности «Математик». Изучал политологию в Орхусском университете в Дании и Институте международных отношений и политических наук Вильнюсского университета.
В 1994 году начал работать в отделе Северной Европы Министерства иностранных дел Литвы. В 1996 году работал в миссии ОБСЕ в Боснии и Герцеговине. В том же году стал руководителем отдела Северной Европы в МИД Литвы.
В 1997—1999 годах служил советником посольства Литвы в Вашингтоне. Здесь он работал с будущим президентом Литвы Далей Грибаускайте.
В 1999—2001 годах работал начальником отдела МИД Литвы. В 2001—2004 годах был консультантом по международным отношениям в правительстве Литвы.
В 2004—2009 годах — посол Литвы в Венгрии, с одновременной аккредитацией в Сербии и Черногории, Боснии и Герцеговине,  с 2007 года и в (бывшей югославской) Республике Македонии. В 2009—2010 годах — посол Литвы в ЕС.
В июле 2010 года был приглашён президентом Далей Грибаускайте к формированию её команды. До 27 августа 2012 года был главным советником президента республики и главой внешнеполитической группы.
31 августа 2012 года президент Даля Грибаускайте присвоила ему дипломатический ранг чрезвычайного и полномочного посла Литовской Республики.
В 2012—2017 годах — посол Литвы в Нидерландах.
В 2017—2020 годах — посол Литвы в Федеративной Республике Германия.

## Награды
- Рыцарский крест ордена «За заслуги перед Литвой» (2003).
- Командор Орден Заслуг (2003, Португалия)[4].